# Asianellus festivus
Asianellus festivus är en spindelart som först beskrevs av Koch C.L. 1834.  Asianellus festivus ingår i släktet Asianellus och familjen hoppspindlar. Inga underarter finns listade.

## Bildgalleri

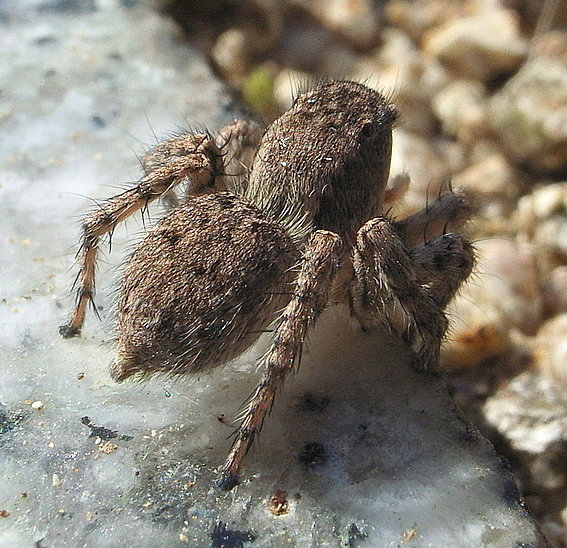
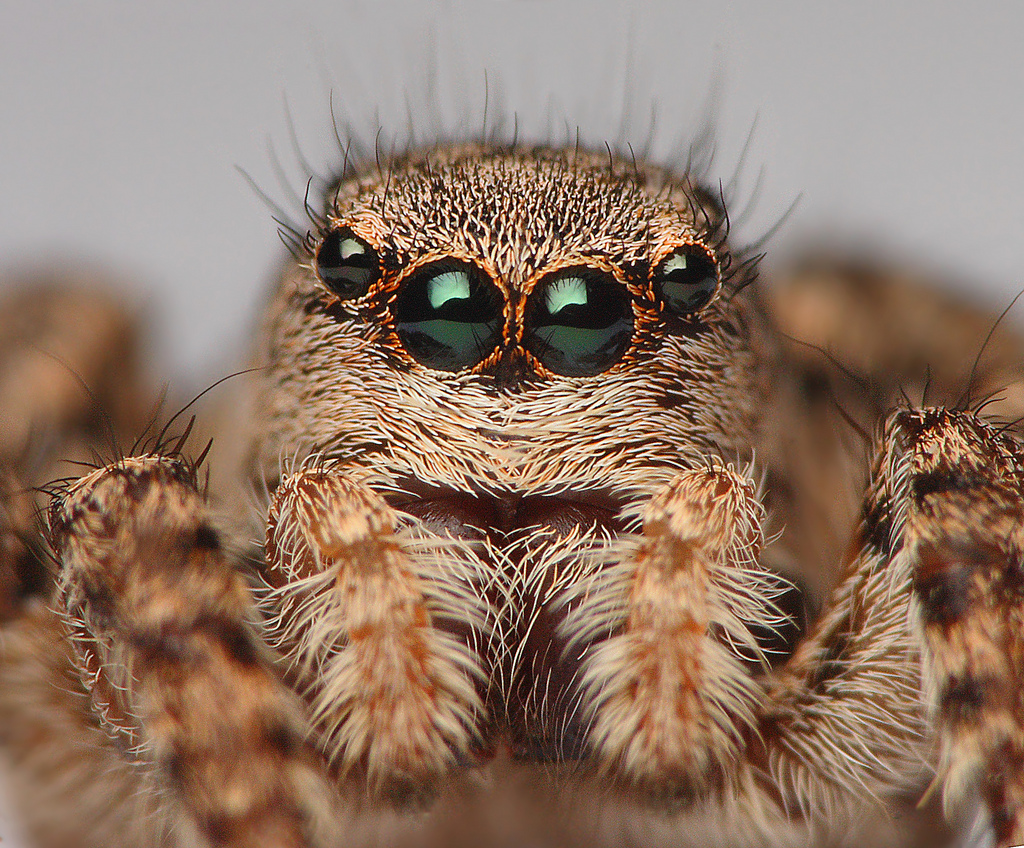